# Geonoma wittigiana
Geonoma wittigiana är en enhjärtbladig växtart som beskrevs av Auguste François Marie Glaziou och Carl Georg Oscar Drude. Geonoma wittigiana ingår i släktet Geonoma och familjen Arecaceae. Inga underarter finns listade i Catalogue of Life.